# Aria (манґа)
Aria (яп. アリア) — манґа та зняті за нею три сезони аніме.
Основою серії є дві манґи створені манґакою Амано Козуе (яп. 天野 こずえ) — «Аква» (яп. アクア), початок циклу, видавалася в 2001—2002 роках в журналі «Monthly Stencil», та основна — «Арія» (яп. アリア), що видавалася в 2002—2008 роках в журналі «Monthly Comic Blade». Пізніше манга перевидавалася у вигляді танкобонів. Також було створено студією «Hal Film Maker» (яп. ハルフィルムメーカー) вдалу аніме-адаптацію яка розтяглася аж на три сезони.
Події «Арії» відбуваються в досить далекому майбутньому на тераформованому Марсі який тепер зветься Аквою у місті Нео-Венеція яке є відтворенням Венеції земної, чи як там кажуть Венеції з Людського дому. Суть історії полягає в розповіді про повсякденне життя молодих ундін, як звуть там гондольєрок, з цього міста.